# Hernio
El monte Hernio (también conocido como Ernio aunque la Real Academia de la Lengua Vasca (Euskaltzaindia) no recomienda esa última ortografía) tiene una altitud de 1.078 m., conforma un macizo de roca caliza entre los ríos Urola y Oria en su curso bajo, ya cerca del mar pero en el centro geográfico del territorio histórico de Guipúzcoa en el País Vasco (España).
En la cumbre se divisa un panorama impresionante que tiene al norte la costa con Orio a sus pies. La cruz mayor que corona el monte es el referente para un vértice geodésico de primer orden.
El jueves 20/02/2025 sobre las 19:30 se declara un incendio en la zona sin causar daños personales
```
se declaró un incendio cerca de la cumbre del monte Izazpi, en la otadi del lado de Ezkio, y, debido a los fuertes vientos del sur, el fuego se extendió hacia Zumarraga y Azpeitia. Fue necesario llamar a los bomberos de refuerzo para que acudieran a sofocar el incendio, ya que estaban en Hernión, junto con los de Legazpi, Azpeitia y Tolosa, apagando otro incendio que se declaró allí ayer por la tarde . En pocas horas los bomberos consiguieron controlar el incendio de Izazpi, extinguiéndolo por la mañana. En total han ardido quince hectáreas, pero nadie ha resultado herido ni ninguna vivienda ha resultado dañada por el fuego. Ahora tendrán que averiguar qué causó el incendio.                                                                      
```

## Mitología y folclore
El Hernio es uno de los montes míticos de Guipúzcoa: en su cumbre hay multitud de cruces en recuerdo de diferentes promesas y peticiones; entre ellas, un calvario de viejas cruces de piedra de donde cuelgan una serie de aros y cuadrados de hierro. La tradición dice que tienen el poder de sanar a aquellas personas que pasen por uno de ellos, por lo que es común realizar la ceremonia de pasar el cuerpo por dentro del aro en busca de la mejora general.
Todos los domingos del mes de septiembre se realizan romerías, la gente sube con cintas de colores rojas, verdes y blancas (o, como antaño, azules, rosas y amarillas) y los creyentes rezan y encienden luces en recuerdo de sus difuntos: las argizaiolas, velas muy finas que se enrollan en una tabla.

## Patrimonio arquitectónico
La ruta de ascenso más popular es la que parte desde Iturriotz, donde  pervive la venta más antigua de Guipúzcoa. Hay constancia de que Ignacio de Loyola pasó al menos una noche en ella en su viaje de vuelta de París a Azpeitia. 
Cerca de ella, justo al lado del camino hacia el Hernio, está la ermita de Juan el Bautista. En su fachada principal (a la izquierda de la puerta inclustra en sus muros), se encuentra la fuente que da nombre al lugar (iturri: ‘fuente’, otz: fría). A esta fuente se venían a bañar los habitantes de lugares cercanos por sus poderes curativos, en especial para quitar la sarna.

## Rutas de ascenso

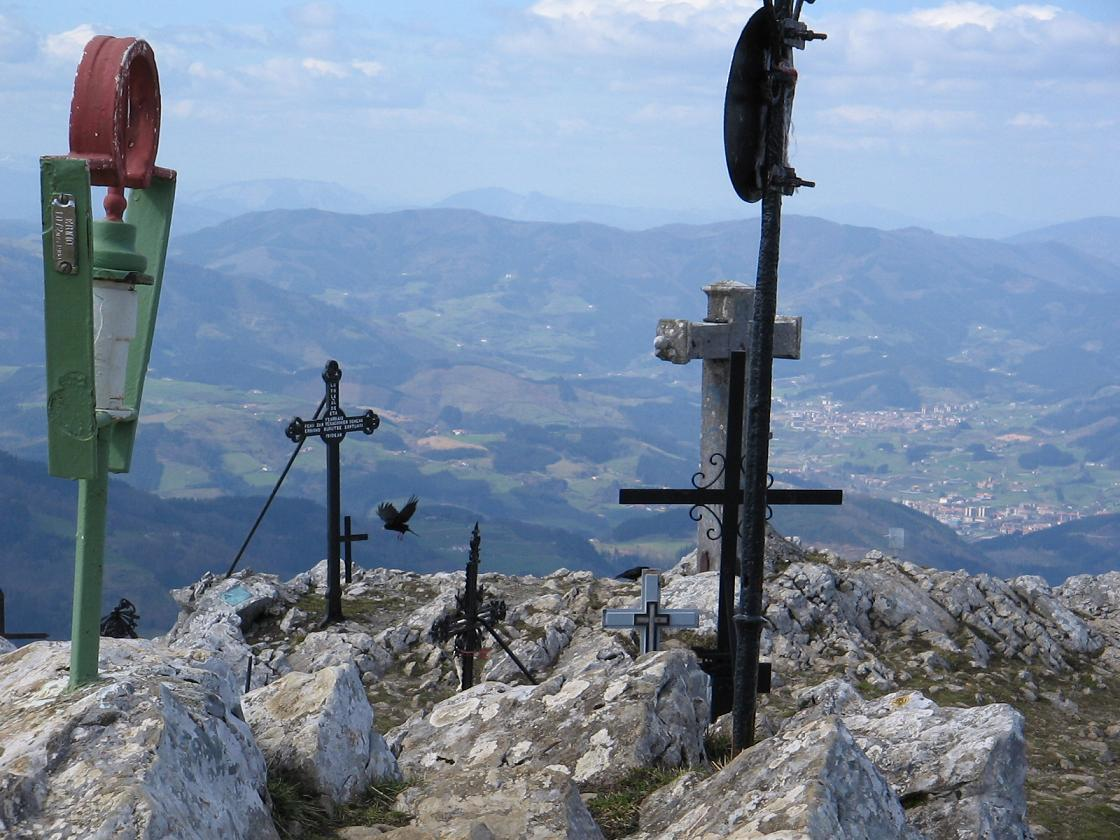
Cruces en la cima del Hernio, con Azpeitia y Azcoitia abajo a la derecha.

- Iturriotz (580 m) es un collado en la vertiente norte de la sierra. Hasta este lugar llega una carretera desde el paso de Andatzarrate (483 m), alto en la carretera que une Aya (308 m) con Asteasu (105 m). En este lugar se hallan la ermita de San Juan y una venta (la venta de Iturriotz), donde durmió Ignacio de Loyola. Desde aquí un camino gana el collado Zaingo Lepoa (688 m) y asciende por la margen izquierda de Zelatungo Erreka para salir al collado Zelatun (841 m), lugar que alberga la romería del monte Hernio. Desde este punto el Hernio muestra su más fiero aspecto, a modo de gran casquete rocoso. Una senda se abre paso a la derecha de la peña y permite alcanzar la cima sin ningún problema.

- Desde Alkiza (344 m), el itinerario realiza aquí una travesía sobre la vertiente Norte dejando a la derecha Endaitzburu (732 m) y alcanzando el paso de Hernio Txiki (774 m), al pie del pico. La travesía no termina hasta llegar al collado Zelatun (841 m), donde se enlaza la ruta habitual.

- Desde la vertiente opuesta existen más posibilidades. Desde el alto de Iturburu (545 m) o desde Régil (302 m) el camino también lleva a Zelatun. En el primer caso nos encontramos con un itinerario rápido a la cumbre, y en el segundo con uno de los más duros por las fuertes pendientes herbosas que suben a Zelatun.

Panorámica de Hernio desde Txurro.

Tiempos de acceso:
- Iturriotz: 1 h 30 min
- Larraul: 2 h
- Hernialde: 3 h
- Bidania: 1 h 45 m
- Régil: 1 h 45 m
- Alto Iturburu: 1h 15 m[2]